# 里斯托·吕蒂

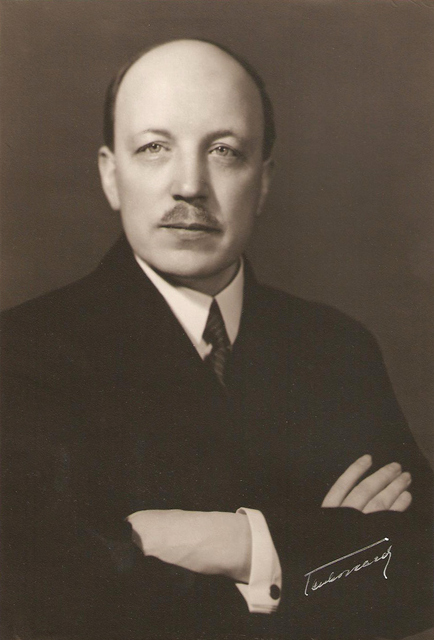
里斯托·吕蒂

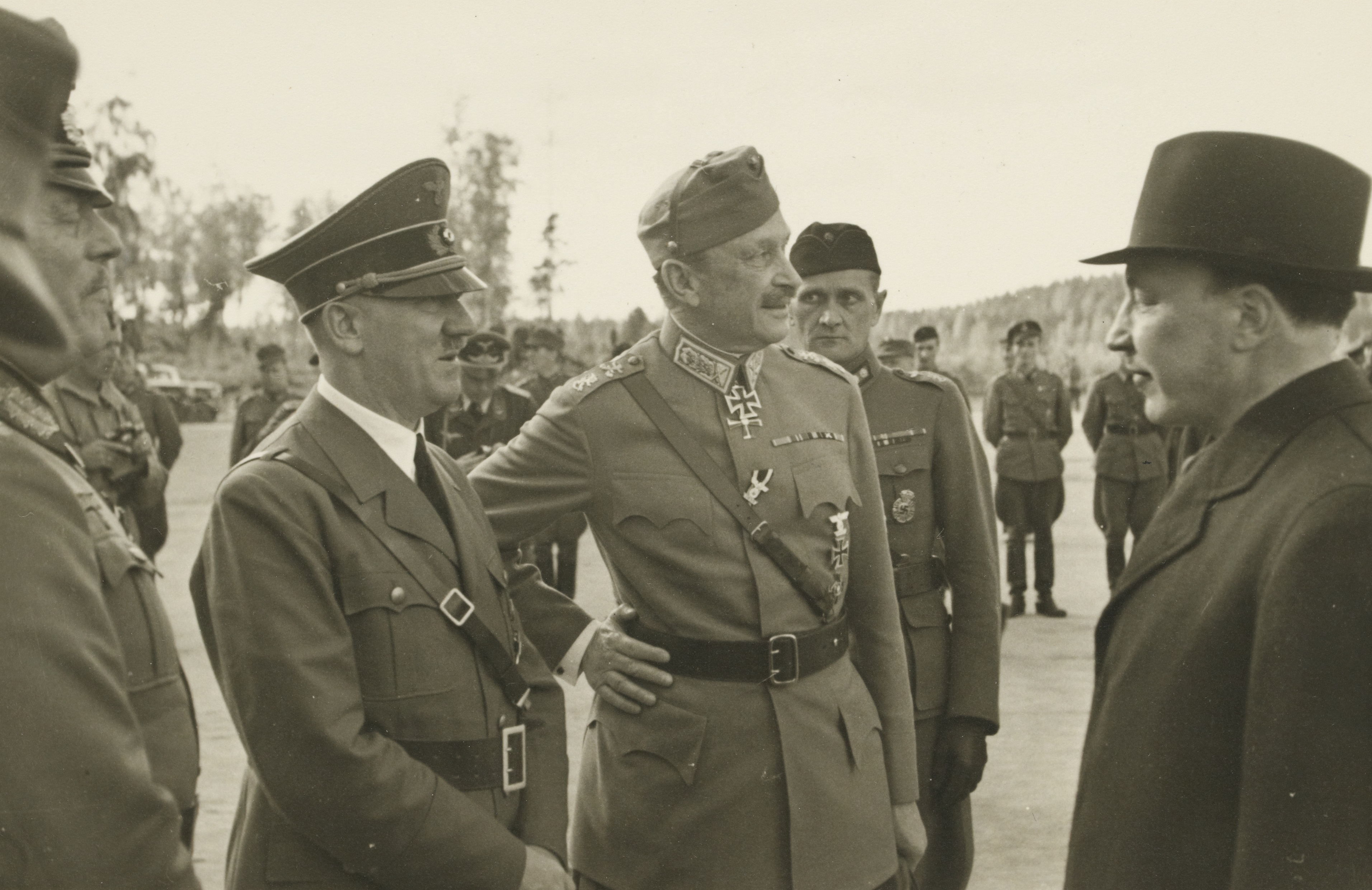
納粹德國元首希特勒、芬蘭元帥曼纳海姆及吕蒂（右一）

里斯托·海基·吕蒂（芬蘭語：Risto Heikki Ryti，1889年2月3日—1956年10月25日），芬兰政治家，芬兰民族进步党成员，于二战期间先后担任芬兰总理和芬兰总统。吕蒂的政治生涯起步于经济领域，早期曾任芬兰财政部长和银行行长，冬季战争期间其临危受命组建政府，并在总统屈厄斯蒂·卡利奥骤逝后于短暂的间战期内成为国家领导人。苏德战争爆发后，他领导芬兰参与继续战争，1944年因战事不利与德国签订吕蒂-里宾特洛甫条约以获取军援，成功阻止维堡-彼得罗扎沃茨克攻势后迅速辞职，帮助继任者曼纳海姆绕过条约限制与苏联单独媾和。
战争结束后，根据同苏联的和平条件，芬兰组织“战争责任审判”，里斯托·吕蒂被控犯有危害和平罪并获刑10年监禁。然而由于民众普遍认为事后立法追诉的行为违反了芬兰宪法，而且这场审判也只控告了芬兰领导人，而没有对发动冬季战争的苏联人做任何控告，因此将之视为一场作秀公审。1949年吕蒂得到总统帕西基维特赦，他的声誉基本未遭玷污，但健康状况受损，从此再未回到公众生活中。
2004年芬兰广播公司将里斯托·吕蒂选为最伟大的100名芬兰人第二名，仅次于芬兰元帅卡尔·古斯塔夫·埃米尔·曼纳海姆。

## 早年生活
里斯托·吕蒂出生于萨塔昆塔區的胡伊蒂宁，家中共有十个兄弟姐妹。他的父母卡勒·埃弗特·吕蒂和伊达·维维卡·云蒂拉都是农民。虽然吕蒂出身于农民家庭，但他童年时很少参加农场的劳作，因为他對閱讀更有興趣。他曾在波里文法学校短暂接受教育，之后在家接受辅导，吕蒂于1906年考入赫尔辛基大学学习法律。吕蒂在其兄弟中是唯一通过大学入学考试的人，但他的三个姐妹也取得了高中毕业证书。
1909年秋天，吕蒂順利從赫尔辛基大学毕业，当时芬兰正进入第二次俄罗斯化时期。为了逃離首都压抑的政治氛围，吕蒂決定回到家乡萨塔昆塔当上了律师。在此期间，他结识了當時芬兰最富有的人之一阿尔弗雷德·科德林。吕蒂成为科德林的律师后，两人最终成为了無話不談的朋友。之后吕蒂繼續深造，并于1912年获得法学硕士学位。1914年春，吕蒂前往牛津学习海商法，不巧的是第一次世界大战正好爆发迫使他返回芬兰。1916年，他与耶尔达·葆拉·塞拉基乌斯结婚。他们共有三个孩子。
第一次世界大战爆发后，吕蒂与科德林的业务关系愈发密切，科德林甚至邀请吕蒂担任其众多企业的总经理。然而在1917年11月，吕蒂和妻子目睹了科德林被一名俄国布尔什维克杀害。當時有一名芬兰裁缝带领俄国水手劫持了科德林一行人，意图抢劫。由于附近正好有武装的白卫隊，因此情况迅速恶化为枪战。包括科德林在内的20人被杀。由于敌人的枪械正好发生故障，因此吕蒂安然無恙。

## 投入政治及轉型銀行家

### 國會議員及財政部長

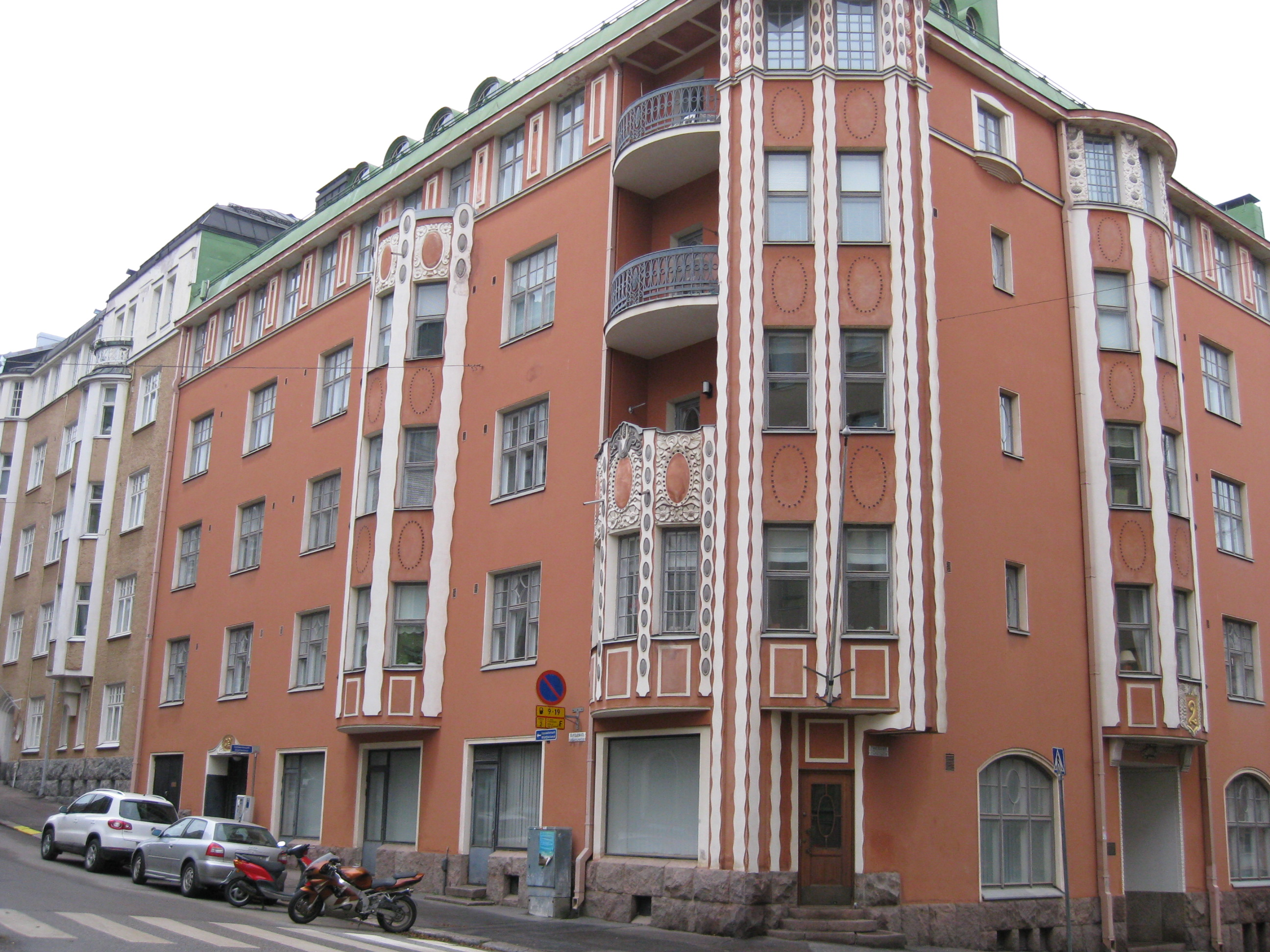
吕蒂在1918年-1935年位于赫尔辛基的家

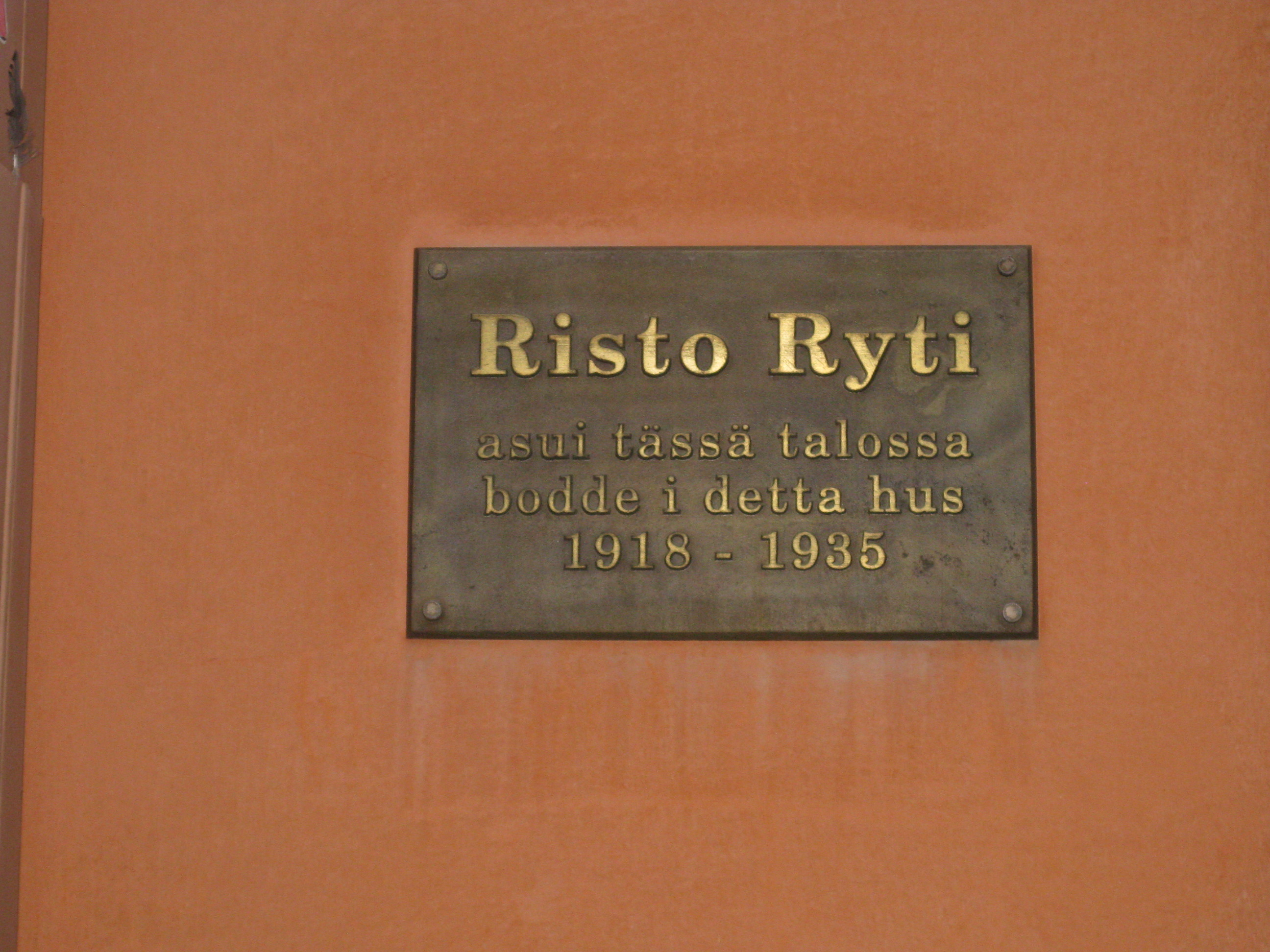
吕蒂家的門牌

芬兰内战期间，吕蒂并未有過多交涉，而是和家人躲藏在芬蘭社會主義工人共和國控制下的赫尔辛基。此后，他积极参与政治，并于1919年以30岁的年纪当选为民族进步党的议员，成为该党第二年轻的议员。同年，吕蒂的崇拜者、该党候选人卡洛·尤霍·斯托尔贝里当选为芬兰首任总统。吕蒂曾于1919年至1924年以及1927年至1929年担任议员。在议会任职的最初几年，吕蒂曾担任司法委员会主席，后来轉任财政委员会主席。1924年至1927年，他还担任赫尔辛基市议会议员。
1921年，年僅32岁的吕蒂被总理尤霍·文诺拉任命為财政部长。在总理尤霍卸任后吕蒂被看守总理艾莫·卡洛·卡扬德解除職務，新总理屈厄斯蒂·卡利奧在上任后再次任命他為財政部長，他一直任職到1924年。1923年，总统卡洛·尤霍·斯托尔贝里任命他为芬兰银行行长，他一直担任该职位，直到1939年成为总理。吕蒂是在1924年1月辞去财政部长职务后正式就任履行芬兰银行行长的职责。虽然他是斯托尔贝里的支持者，但吕蒂并不赞成赦免红军囚犯。因為在他看来红军是罪犯。

### 银行行长
1925年，36岁的吕蒂被提名为总统候选人。在第二轮投票中，他大囊获了最高的支持率。然而在第三轮投票中，芬兰瑞典族人民党将票投给了劳里·克里斯蒂安·雷兰德，吕蒂以109票对172票输给了雷兰德。吕蒂的支持率雖然逐年增加，但總是敗選。20世纪30年代，心灰意冷的吕蒂決定退出政治。吕蒂是個古典自由主义经济学的支持者。他想将芬兰马克和金本位挂钩。与其他欧洲国家不同的是芬兰在他的领导下没有选择通货紧缩的解决方案；1926年，芬兰改用金马克。然而， 1929年大萧条之后，芬兰被迫效仿英国放弃金本位。
20世纪20年代，吕蒂与斯堪的纳维亚半岛的银行界以及英国和美国建立了国际联系。《华尔街日报》稱贊了他的表現。1934年，他因在英芬关系中做出的巨大贡献，被授予英国皇家维多利亚勋章爵級騎士勋章(KCVO) 。他同時也与英格兰银行的领导人关系很好，因为他的经济政策和英格兰银行相似，例如在大萧条之前都信奉金本位制，而且他還精通英语。
在1930年代的芬兰政治中，吕蒂是一位重要的人物。吕蒂反对失业者的工作计划和对穷人的援助。另一方面，他认为通過强大经济所獲得的好处应该均匀地分配给全体人口，而不仅仅是少数人。吕蒂在1930年代后期的社会福利政策中发挥了重要作用。总体而言，吕蒂反对国家对商业和工业的干预。他反对社会主义经济学，尤其是苏联的形式。由于吕蒂经历过俄罗斯化时期和内战，因此他成为了反苏人士。吕蒂既不赞同德国的国家社会主义，也不赞同极右翼主义，他也反对拉普阿运动。吕蒂崇拜英国文明和文化以及美国的自由市場。

## 成为总理和总统

### 冬季战争時期的吕蒂-坦纳政府
吕蒂与社会民主党的前总理韋伊诺·坦纳和他在財政部長時期的上司時任总统屈厄斯蒂·卡利奥建立了合作关系。1939年深秋，吕蒂被总统屈厄斯蒂邀請成为总理，不過他婉拒了。11月30日冬季战争爆发后，吕蒂再次收到总统的邀請，這次他同意了。他于12月1日正式上任。吕蒂是個現實主義者，他专注于对局势进行现实分析，而不是對局勢悲观或过度乐观。他和外交部长坦纳一致认为必须尽快结束战争。此外他们都會一口流利的英语，并与西方列强保持密切联系。
战争开始后，苏联在特里約基组建了芬蘭民主共和國，这被认为是一个依附于前者的傀儡政权，并切断了与處在赫爾辛基合法芬兰政府的联系。芬兰军队在1939年12月至1940年2月在战斗中采取防御战术，给予苏军重大伤亡，这为獲取外交支持爭取了时间。苏联之后被迫放弃特里约基政府并接受在斯德哥尔摩进行谈判。在西方盟国的干预下促使苏联政府达成协议。與此同時总统屈厄斯蒂的身體狀況持續惡化，吕蒂開始承擔总统的一些職責。吕蒂在说服内阁其他成员接受和平条约后于1940年3月13日签署了《莫斯科和平协定》。这项和平协议被认为是不平等条约，因為芬兰在协议中割讓了大片土地，還要負責安置40万难民。

### 登上总统寶座

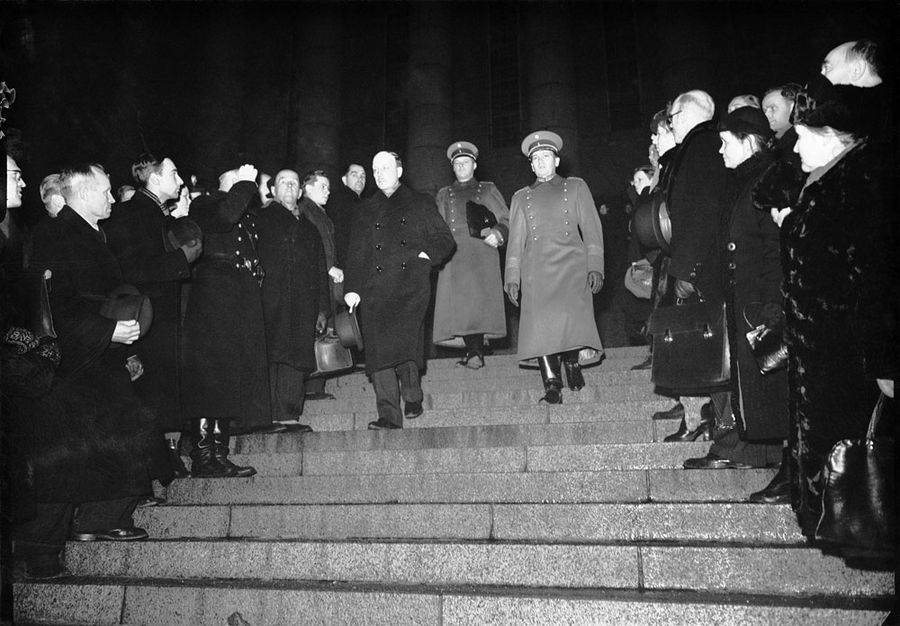
吕蒂在屈厄斯蒂总统逝世后就任总统離開議會。

屈厄斯蒂总统于1940年8月中风后，国家由总理吕蒂、陆军元帅曼纳海姆、鲁道夫·瓦尔登将军和外交部長坦纳共同领导。当屈厄斯蒂总统于1940年12月遞交辞呈后，吕蒂成为总统當選人。
由于许多卡累利阿难民没有永久居住地等特殊情况，因此無法舉行总统选举，因此议会通过了宪法修正案，允许1937年的选举人选举屈厄斯蒂的继任者。吕蒂以300票中的288票成功当选。

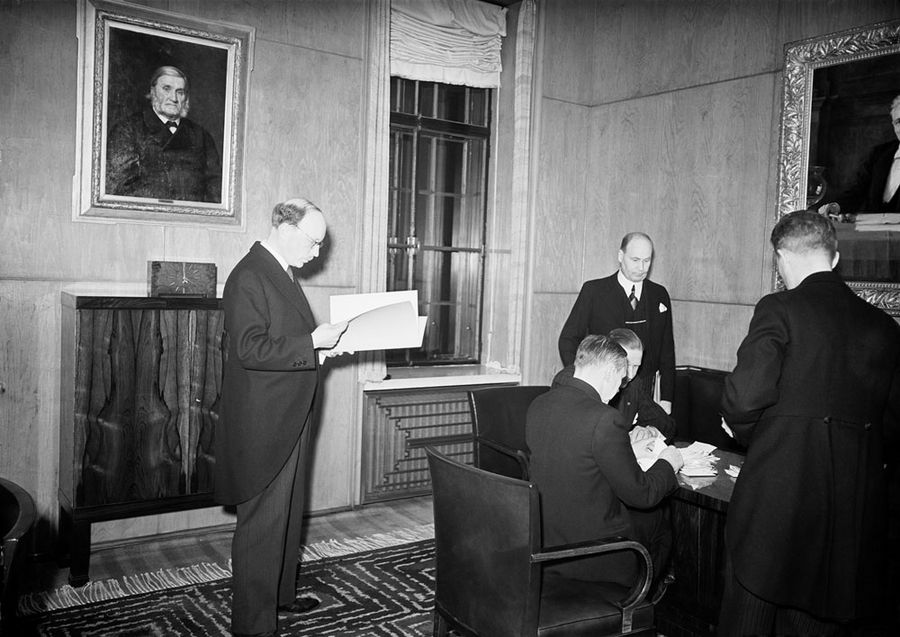
當選人吕蒂在議會檢查選舉進程

1940年12月19日，屈厄斯蒂总统在卸任当天的一次告别聚会上突发心脏病身亡；同一天，吕蒂正式就任成為总统。

### 和德國的關系

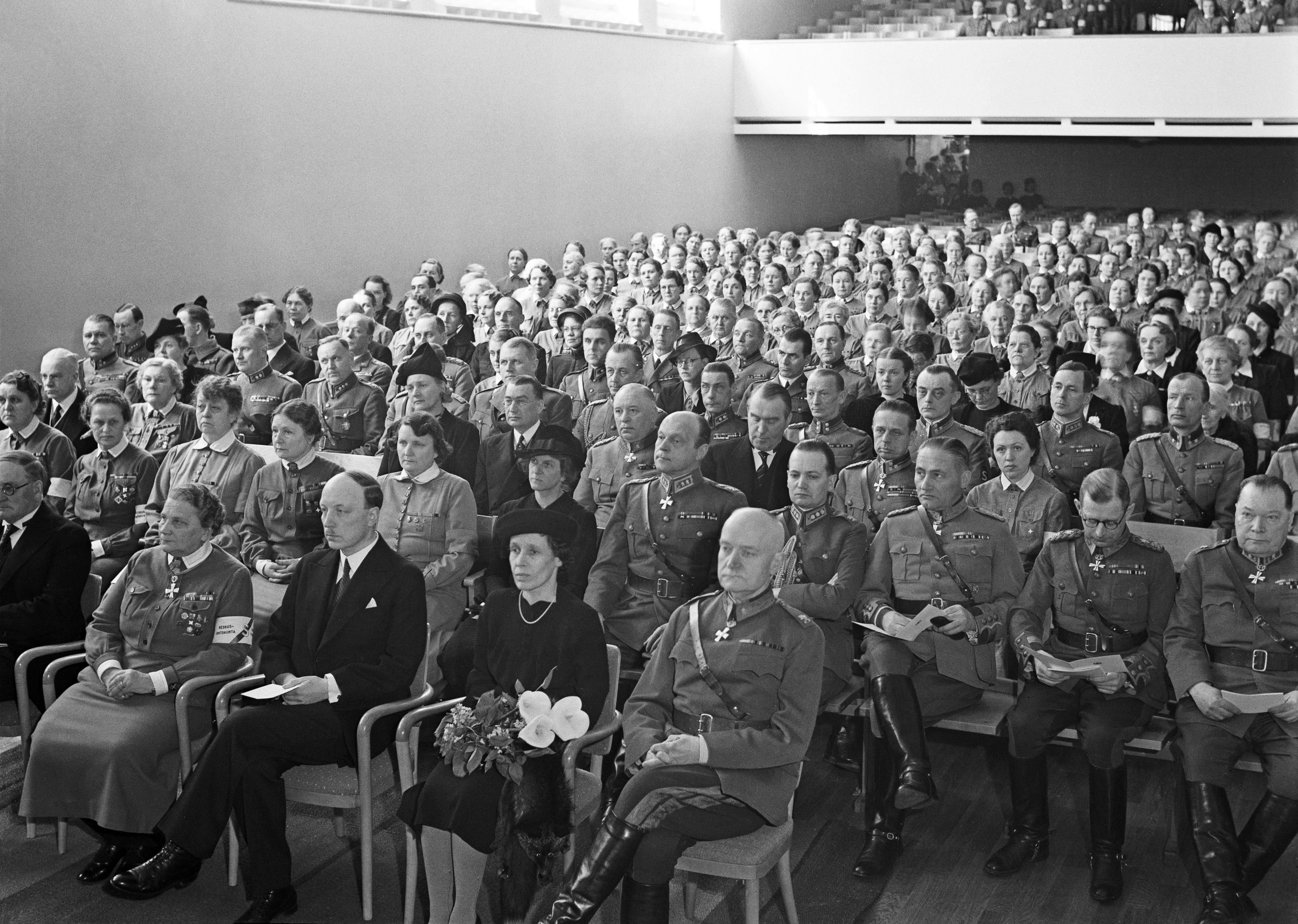
1941年2月27日洛塔·斯韋德建立20周年紀念日. 吕蒂坐在范尼·卢科宁的右邊和赫尔米·阿内贝格-彭蒂及泰拉·沃德纳的前面。

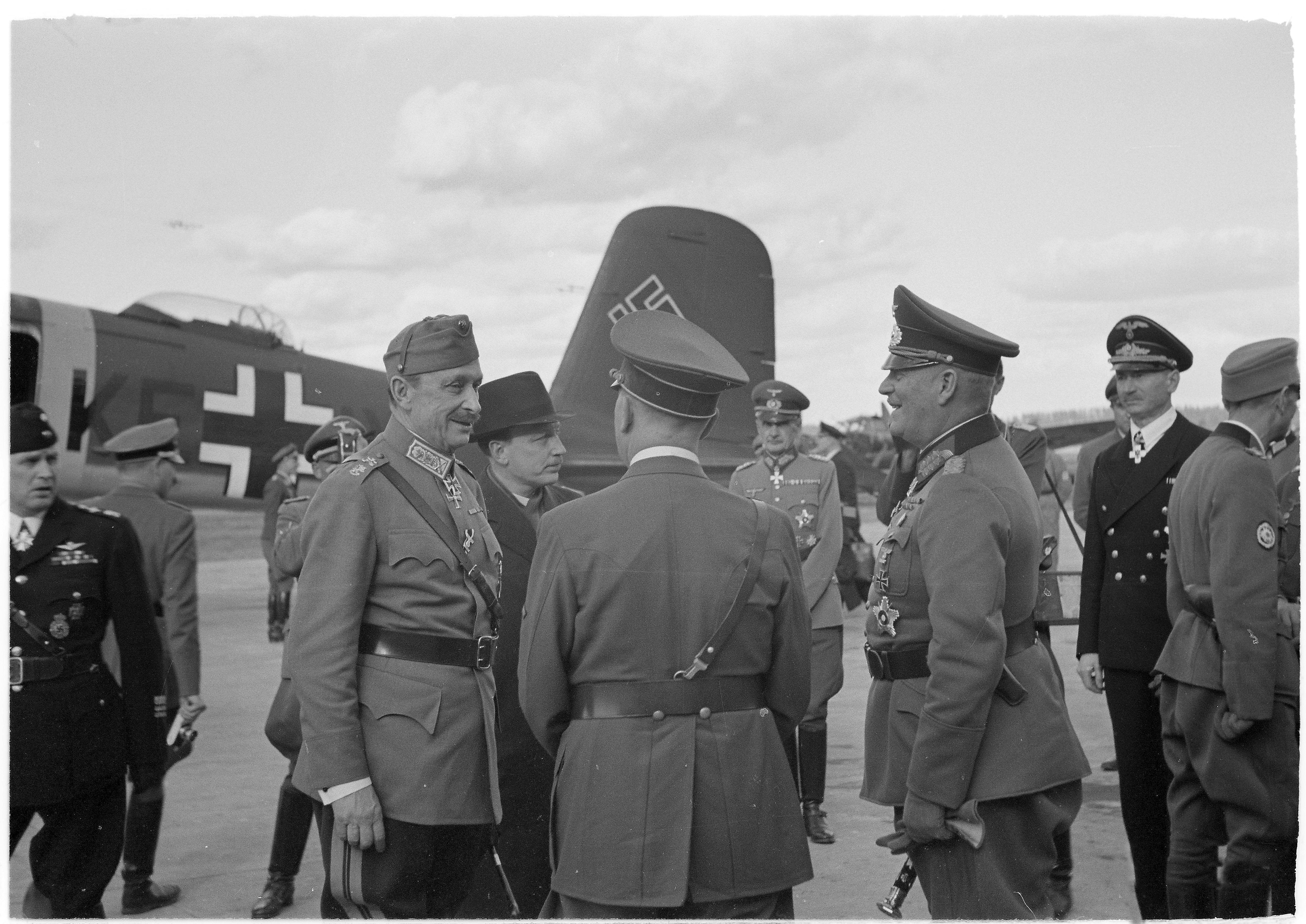
吕蒂、曼纳海姆和德国陆军元帅威廉·凯特尔

芬蘭的政策從冬季戰爭前和之的斯堪的納維亞貿易，轉變為冬季戰爭後的納粹德國貿易，這一變化並非由堅定親英派的里斯托·吕蒂所推動。事實上他原本對德國沒有抱有任何幻想。傳統上，芬蘭與英國之間的商業聯繫較強，但隨著波羅的海被德國和蘇聯所占據，芬蘭的市場不得不另尋他處，而德國此時也願意和芬蘭進行貿易。
因此，1940年底的合作成为了重新奪回冬季战争后被苏联控制的领土的准备。

## 戰時元首

### 初斯的胜利和連任

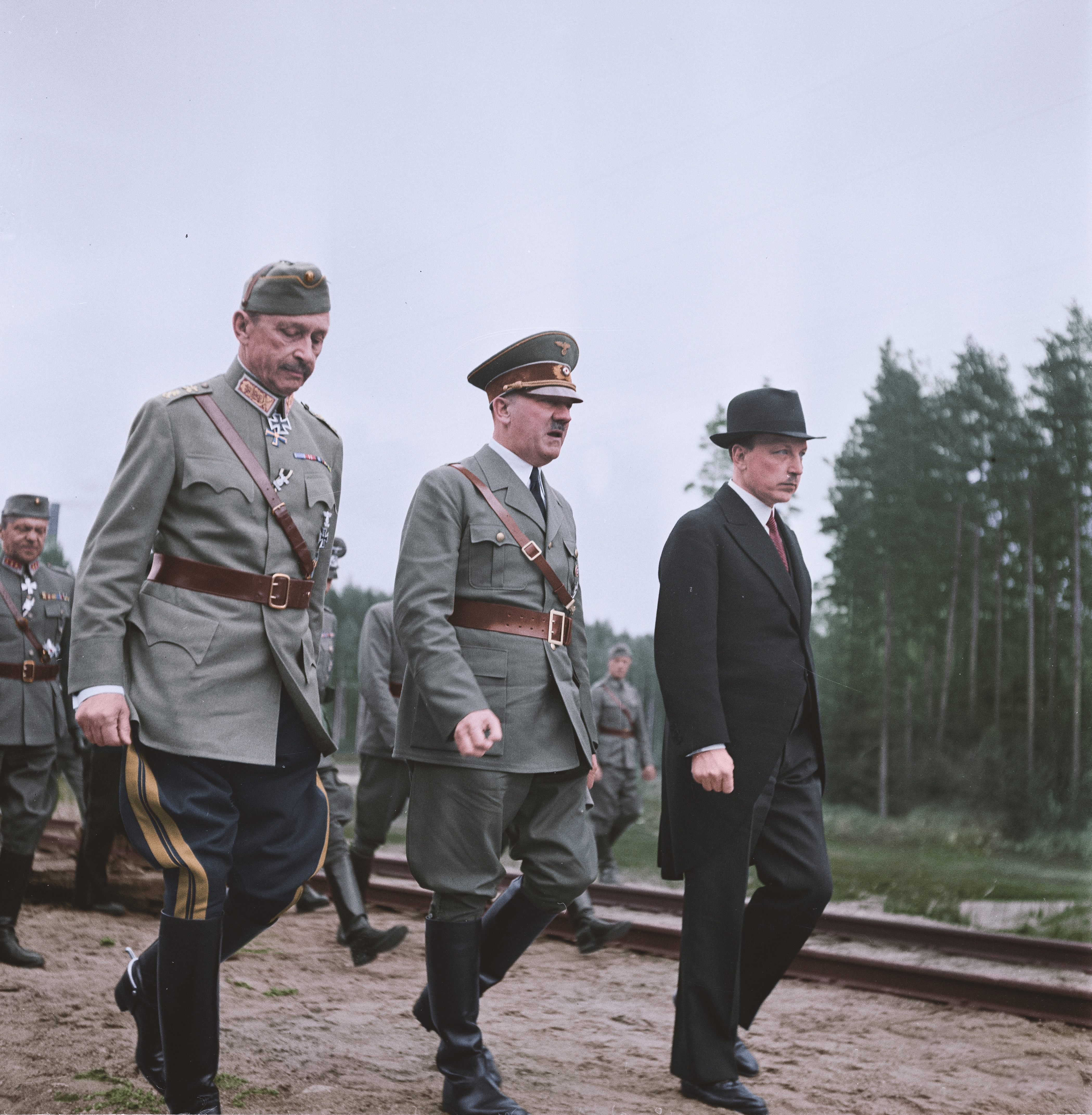
1942年，吕蒂、曼纳海姆和德國元首阿道夫·希特勒在曼纳海姆75歲生日時會面。

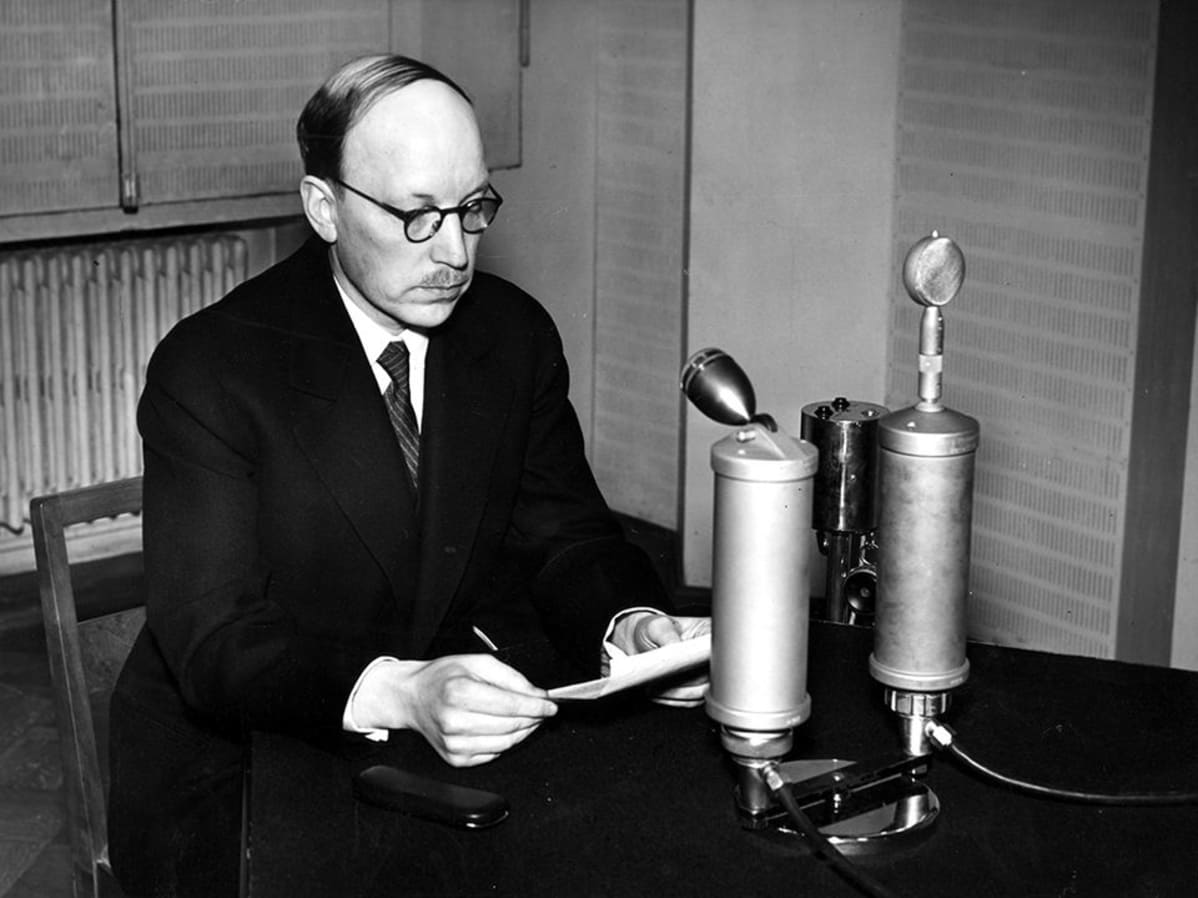
1941年6月26日，吕蒂對继续战争的演講。

1941年6月德国进攻苏联时，芬兰一直保持中立，直到几天后苏联空袭芬兰引發了继续战争。戰爭爆發后吕蒂发表了著名的广播讲话，宣布德国将赢得对苏联的战争：
公民们！
我们爱好和平的人民，一年多来竭尽全力重建国家，在战争结束后重新繁荣起来，现在又一次成为恶毒攻击的目标。在过去的半个多世纪里，同一个敌人在短短的一百年里，通过破坏、摧毁和谋杀，对我们这个小国发动战争，侵犯我们的领土，用空军杀害和平公民，主要是老人、妇女和儿童，摧毁和平公民的财产。
自德国和苏联爆发敌对行动以来，苏联多次侵犯边界，我们对此表示了最强烈的抗议，但都无济于事。从昨天起，苏联军队不顾协议，在我们没有提供任何理由的情况下，按照其政府的命令，在我国所有地区进行定期、大规模的军事行动，并按照他们的习惯，主要针对人口稀少的地区和和平的平民。
就这样，在距上次袭击仅 19 个月后，我们开始了第二次防御战。这次对芬兰的新攻击，似乎是苏联自莫斯科和平协议以来对芬兰采取的政策模式的顶峰，其目的是摧毁我们的独立并奴役我们的人民。
在 1939-40 年冬季战争期间，我们一直缺乏军事援助，因此我们别无选择，只能在 3 月 13 日夜幕降临时与苏联缔结和平，在成功进行防御战并付出重大伤亡后，我们感到无力回天。从和平条款中，我们能够看出苏联提出这些条款的最终意图。新边界的划定旨在摧毁芬兰自卫的可能性。边界将穿越天然防线，并破坏公路网。在缔结和平的过程中，苏联获得了一个从军事角度来看有利的起点，以防再次发生战争袭击。
然而，这还不是全部。为了彻底剥夺芬兰抵御其庞大军事力量攻击的任何防御能力，苏联要求建立汉科海军基地并修建萨拉铁路。
租用汉科基地的理由是，苏联必须拥有芬兰湾的这个关键地区，以确保其海滨大城市列宁格勒的安全。
然而，驻扎在汉科的部队并不代表其具有海上作战能力，而更代表其具有攻击能力，尤其是陆基攻击能力。海战不需要大型装甲坦克部队或庞大的铁路炮兵。驻扎在汉科的部队主要是为在陆地上快速攻击而集结的部队。汉科就像一把瞄准芬兰心脏的手枪。
修建萨拉铁路的要求和芬兰东北地区分离的要求都没有被列入芬兰内阁事先通知的和平条件中。萨拉铁路旨在将芬兰铁路网与摩尔曼斯克铁路连接起来，这很可能为苏联开辟一条新的进攻路线。这条铁路需求的威胁涵盖了整个北斯堪的纳维亚半岛，但首先是一把刺向芬兰后背的匕首。
在和平谈判期间，苏联以最终和绝对的观点宣布，所达成的协议完全满足了苏联的要求。苏联代表认为，该协议将保证列宁格勒的安全，并称其安全是开始敌对行动的原因。同样，俄罗斯谈判人员保证，和平协议将保证拉多加湖西北铁路的安全，苏联认为这条铁路对其铁路网至关重要。
此外，谈判人员还保证，芬兰如何安排和决定其内部和外部的政治事务，以及如何安排其财政政策，完全取决于它自己。苏联对这些事务没有兴趣。
尽管我们芬兰人曾经有过痛苦的经历，认为这个人的言论以及苏联的协议都毫无意义，但我们还指望他们的言论至少在基本点上具有约束力，并且至少在短时间内具有约束力。
然而，我们再次直接认识到，苏联的任何言论都不可信赖。无论苏联承诺如何干预芬兰的外交政策，苏联都提出了有关芬兰外交政策方向的要求。
在经历了激烈的战斗、巨大的损失和缺乏野战装备援助之后，我们的国家完全无法抵御苏联可能发动的进一步攻击。为了至少在一定程度上保障我们国家的生存，芬兰内阁开始了旨在建立北方防御联盟的谈判。这些讨论是在莫斯科签署和平协议的同一天公开的。3 月 21 日，当芬兰议会正在处理和平协议的条款时，苏联在莫斯科宣布了对这一计划的强烈反对，毫无根据地声称该计划与和平协议不一致。
在同一外交政策问题上，苏联又三次以威胁性语气干涉我们的自决权：一次是在1940年9月27日，也就是同年的我们独立日，以及两周后的12月18日。这三次干涉都是无视上述防御联盟的理念的。防御联盟绝不是针对任何人，而只是为了保护这些姐妹国家。
苏联驻芬兰外交和领事机构违反国际公约和惯例，对芬兰国内局势进行干涉和从事间谍活动，甚至为此使用假名。
就此而言，苏联代表处工作人员数量大幅增加。赫尔辛基代表处有 31 名外交使团工作人员和 120 名助理人员。佩察莫领事馆有 3名领事工作人员和 21 名助理人员，玛丽港有 8 名领事工作人员和 30 名其他工作人员。苏联代表处共有约 42 名外交和领事工作人员以及 171 名助理人员。
苏联利用他们的使命，以及那些愿意用自己的国家换取犹大银币的芬兰公民的帮助，肆无忌惮地试图干涉芬兰的内政。通过支持和资助芬兰-苏联友好协会的颠覆性和革命性行动（这些行动实际上是由莫斯科领导和煽动的），苏联试图在芬兰推动类似的发展，就像它在波罗的海国家所取得的成就一样。
苏联甚至试图干涉芬兰内部人员事务，并就此施加压力。苏联在芬兰境内的宣传和间谍活动变得越来越肆无忌惮和活跃。苏联设法抓住的每一位芬兰公民，包括战俘，要么被征召入伍，要么被迫对芬兰进行间谍活动。
苏联的宣传激起了人们对芬兰内阁和政府成员的仇恨情绪。苏联试图在芬兰 传播布尔什维克主义和布尔什维克式的思想。
苏联在不同情况下不断表现出不尊重的最新例子是最近来自苏联官方的消息称，一名因涉嫌芬兰最大间谍案而被判刑、目前正在服刑的嫌疑人将被释放并允许其返回苏联。
苏联提出的政治和财政要求超出了和平条款中规定的范围，延伸到许多不同的问题，从芬兰的安全角度来看，这些要求变得越来越不稳定。我将提到其中的几个。
去年仲夏夜，苏联意外地公开讨论奥兰群岛问题，而和平协议文件中并未提及此事。当有人指出这是回避要求的一种方式时，外交事务专员莫洛托夫冷嘲热讽地宣布，苏联内阁之所以不将奥兰群岛问题作为和平谈判的筹码，是因为这会对和平谈判造成不利影响。
苏联现在要求奥兰群岛必须解除军事武装，摧毁那里的防御设备，并允许苏联自己控制所有破坏活动。苏联提出这些要求显然是为了保留在适当时机轻易占领奥兰群岛的机会。
大约一年前，苏联在同一时期提出了对佩萨莫镍矿的要求。苏联不仅要求获得矿山产量的份额，而且其要求带有直接的政治色彩。例如，苏联要求将矿山的管理权交给苏联，并要求其拥有五分之一员工的安置权。如果将这么多的人员安置在佩萨莫地区，就意味着苏联实际上也会在佩萨莫拥有一个军事支援基地。
地看到苏联的野心和对这场战争的态度。苏联欣然欢迎战争的开始，并不断努力确保战争尽可能扩大和持续，直到欧洲国家，如果可能的话，欧洲以外的国家，在物质和道德上都被削弱，他们抵抗布尔什维克诱惑的能力减弱，从而成为苏联帝国主义野心的牺牲品，当苏联认为时机成熟时，通过武装干预介入战争。苏联肆无忌惮地利用各种情况为自己谋利，因此，当超级大国在其他战线上卷入战争时，我国也被卷入了与苏联优势力量的单独战斗中。
我们并不憎恨长期饱受苦难和压迫的苏联人民，但是在发生了所有这些事情之后，我们很难再穿上丧服，因为莫洛托夫先生和那些负责苏联政治的圈子现在已经成为他们自己政治的牺牲品。
由于苏联在德苏战争中将军事行动扩大到芬兰地区，攻击了我们和平的国家，因此，我们有责任保卫我们的国家，我们将用一切道义上和军事上可行的手段，坚定不移地履行这一职责。
我们成功应对这次第二次防御战的可能性与以前大不相同，那时我们独自面对着这个东方巨人的挤压。在聪明的领导人、国务总理希特勒的指挥下，强大而强大的德国军队将与我们并肩作战，与我们熟悉的苏联军队作战。此外，某些其他国家也开始了对苏联的军事行动，形成了一条从北大西洋到黑海的连续战线。在这种情况下，苏联无法以压倒性的优势力量对抗我们的国防军，而上次我们的防御战正是以这种优势力量使我们的防御战如此绝望。这一次，苏联卷入了数量上势均力敌的战斗，我们自己的防御行动的成功是有保证的。
我们坚固的国防军同样勇敢、准备充分，但装备比上次战争时更好，为祖国的自由、人民的生存空间、祖先的信仰和自由社会制度而战斗。正如所有在前线或家乡执行各种任务的男男女女都热情地为我们的防御牺牲自己的工作和努力一样，在这个重要时刻，全体团结一致的人民也激发了武装精神，引导决心在社区内实现更多的公正。
曼纳海姆元帅对我们的国防军及其在世界范围内享有的声誉的信任是绝对的。

公民们！几个世纪以来，命运赋予我们人民的这个地方，我们无法实现永久的和平。我们一直面临着来自东方的压力。为了缓解这种压力，为了消灭永恒的威胁，为了保障子孙后代幸福和平的生活，我们现在拿起武器。这一次，我们成功的机会可能比以往任何时候都大。命运之主，我们人民的生命掌握在他的手中，请带领我们，让我们的战斗取得最终的胜利。
这篇演讲在战后成為了日后對他的審判中不利的證據。之后，吕蒂表示，他不相信德国会取得最終胜利，但相信德国军队会击败苏联。
芬兰军队在戰爭爆發后迅速收复了冬季战争中失去的领土。大多數的议员对跨越旧边界反攻苏联的想法并不感兴趣，但吕蒂说服了坦纳和社会民主党继续留在内阁，尽管他们反对該提議。吕蒂因此成功维持了联合政府，这极大地促进了士气和民族团结。
吕蒂的总统任期原本只擔任完屈厄斯蒂的剩余任期，即到1943年，但由于政府在战時期间无法组织选举，1937年的选舉人聚集在一起重新推举他。这一例外程序由芬兰议会通过的宪法修正案授权的。吕蒂再次以压倒性多数当选。吕蒂本人也愿意继续担任总统，1942年冬天，吕蒂和曼纳海姆開始对德国的胜利產生動搖。

### 和平談判

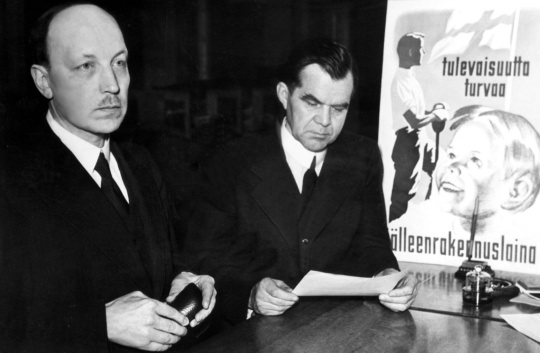
總統呂蒂和總理约翰·威廉·兰格尔

民族联合党主席埃德温·林科米耶斯经过长时间的谈判后成功组建了和平政府。他于1943年春开始便准備推動与苏联的和平。1944年6月9日苏联開始反攻，由于芬兰先前单独和苏联和平談判，因此与德国的关系迅速惡化。。不久后，芬兰第二大城市维堡于6月20日被苏军攻占。

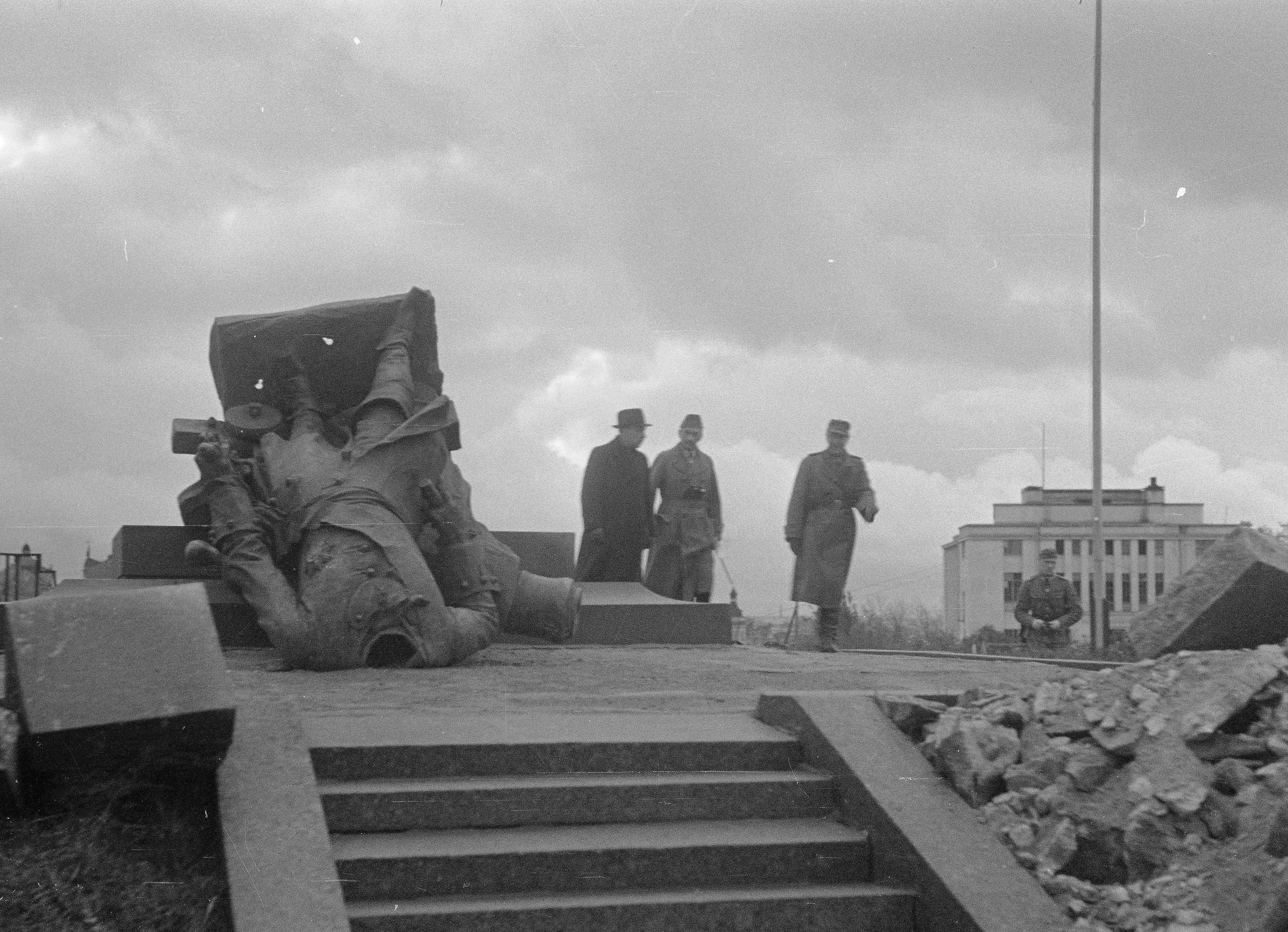
吕蒂和曼納海姆來到被芬蘭軍隊收復的维堡。照片中的雕像是獨立之獅，在冬季戰爭割讓給蘇聯后修改成彼得大帝。該雕像己被芬蘭摧毀。

芬兰政府此后试图通过斯德哥尔摩建立谈判渠道。苏联政府回复称，它愿意进行谈判，但前提是芬兰保证无条件投降。这一要求在芬兰政府中引起分歧，吕蒂和坦纳赞成回复，但曼纳海姆和林科米斯反对。由于局势紧张，芬兰也急需食物以及武器弹药。

### 吕蒂-里宾特洛甫协议
德国外交部长约阿希姆·冯·里宾特洛甫在一次访问芬兰中呼吁芬兰政府承诺继续与苏联作战。作为回报，他承诺提供军事援助。吕蒂希望议会就此事作出决定。曼纳海姆提议发送一封私人信件。最后，吕蒂向曼纳海姆妥协了。在一次国务委员会会议上，同意了曼纳海姆设想的吕蒂发送私人信件的问题。这个結果令德国人感到满意，同意扩大军事和粮食援助。其提供的军事援助用來帮助芬兰人在塔利-伊漢塔拉戰役中阻止了红军。后来，这封信被称为吕蒂-里宾特洛甫协议。
到了7月中旬，前线局势稳定下来后。吕蒂签署了辞职信，其中他說慌稱是健康原因等導致他辞职。这封信被提交给内阁后于1944年8月4日生效。芬兰议会于1944年8月初任命曼纳海姆为总统和平谈判得以重新开始，这次，虽然芬蘭損失了大部分领土，但谈判地位的主動權己經在芬蘭手中。希特勒等其他德国当局甚至可能都没有仔细阅读吕蒂之前寄的信件，因为芬兰在1944年9月初决定结束与德国的非正式军事联盟的关系”，德国人知道后感到惊讶和愤怒。他们中沒有人預料到吕蒂会這么快辞职，這是因為吕蒂此前的信是以私人名義寄出，而非芬蘭總統。从而让继任者可以名正言順与德国断绝关系，并开始与苏联进行和平谈判。

## 卸任后

### 戰爭罪審判

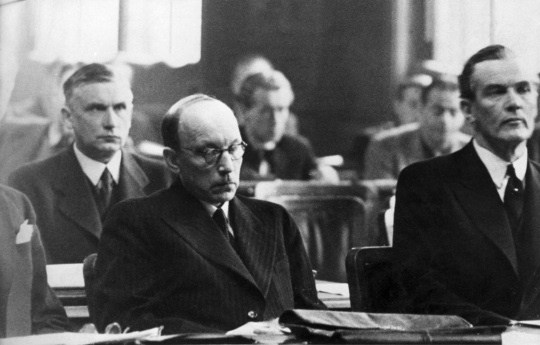
里斯托·吕蒂在法院接受戰爭審判，坐在他左后的是前總理埃德温·林科米耶斯，右邊的是辯護律師亚尔马·普罗科佩

吕蒂辞去总统职务后，他被重新任命为芬兰银行行长。時任行长约翰·威廉·兰格尔同意卸任，为他的老領導让位。1944年秋，他在国家货币政策上采取了严厉措施，和十几年前大萧条时期一样。这项政策旨在抑制通货膨胀和促进出口貿易。然而在1945年春，芬兰共产党和苏联要求以“战争责任人”的名义对他进行审判。他的辩护律师是前外交部长亚尔马·普罗科佩。
吕蒂被判处10年监禁。除了吕蒂，还有七名高级官员被判处监禁，不过刑期较短。这群人是被议会臨時制定的追溯法令所提控的。尽管芬兰宪法禁止此类立法，但该法案作为宪法修正案以议会多数票通过。在此过程中，法院和议会都面临来自苏联和英国的巨大压力 。吕蒂在服刑期间健康状况不佳。由于肿瘤，他的大部分胃部不得不被切除；此外，在监禁的第一个冬天，他患上了关节炎。到1949年，所有其他战争责任审判的罪犯都已假释，而吕蒂则住院治疗。同年，他被总统尤霍·库斯蒂·巴锡基维赦免。

### 晚年生活
获释后，吕蒂從政壇隱退。之后他試圖撰写回忆录，但由于健康状况不佳而未能成功出版。
尽管拒绝重返政坛，吕蒂仍定期投票。1956年5月，也就是他去世前五个月，他获得了赫尔辛基大学政治学荣誉博士学位。
里斯托·吕蒂于1956年10月去世，他以总统级别礼仪安葬。

## 身后

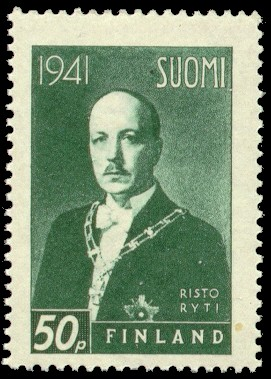
里斯托·吕蒂的郵票

苏联解体后，吕蒂的名聲在民間己得到了平反，但并未得到官方的正式平反。政府对平反吕蒂及其同伙名誉的提议持这样的立场：官方平反名誉是没有必要的，因为吕蒂的名聲从未玷污。因為追溯判决的行为是非法的。

## 榮譽
- 芬兰：白玫瑰勋章（1940年） [36]
- 芬兰：白玫瑰勋章（1936年）[36]
- 芬兰：雄狮勋章[36]
- 芬兰：自由十字勋章（英语：Order of the Cross of Liberty）[36]
- 納粹德國：鷹功績勳章[37]
- 英国：皇家維多利亞勳章[38]
- 匈牙利王國：功绩勋章（英语：Order of Merit of the Kingdom of Hungary）（1942年2月18日）[39]

## 相關影視
2001年，Veli-Matti Saikkonen执导的电视影片 《Valtapeliä elokuussa 1940》中，吕蒂由Pertti Sveholm饰演。

### 書目
- Turtola, Martti. . Helsinki: Otava. 1994.
- Turtola, Martti. . Marjomaa, Ulpu  (编). . Finnish Literature Society. 2000. ISBN 951-746-215-8.
- Virkkunen, Sakari. . Helsinki: Otava. 1994.

| 前任： 艾莫·卡扬德     | 芬兰总理 1939年-1940年 | 繼任： 约翰·威廉·兰盖尔              |
| 前任： 屈厄斯蒂·卡利奥 | 芬兰总统 1940年-1944年 | 繼任： 卡尔·古斯塔夫·埃米尔·曼纳海姆 |